# Kerstin Svevar
Siv Kerstin Viola Svevar, född 1950 i Stora Skedvi, är en svensk författare bosatt i Bollnäs i Hälsingland.
Svevars föräldrar är finlandssvenska invandrare från Österbotten i Finland. Hon föddes i Stora Skedvi i Dalarna, men växte upp i Hosjö utanför Falun. Hon studerade under 1970-talet vid lärarhögskolan i Stockholm.
Kerstin Svevar gav ut sin första bok 1993. Hon har sedan dess publicerat flera nya böcker, framförallt ungdomsromaner och läroböcker. Svevar har varit yrkesverksam som språklärare i tyska och svenska. Mot slutet av sin yrkesverksamma tid arbetade hon på Bollnäs folkhögskola.
2010 mottog hon Skönlitterära författarsällskapet Stockholm Nords författarpris, Sven O. Bergkvist-priset.